# Aer (mitologie)
În mitologie, aerul este un element primordial al vieții, din care este constituită lumea, alături de foc, apă și pământ. El este un element de o complexitate deosebită, ocupând în natură, diferite înfățișări. Este complementar pământului, opusul acestuia. Dacă pământul este al omului, bine cunoscut și controlat de acesta, aerul este al divinității, la fel ca cerul. Aerul este pentru vechii antici un element abstract, indefinit, dar care se materializează sub mai multe forme:
- 1. Vântul; Vântul este o materializare a forței elementului aer. Este un element ce poate reda în același timp zbuciumul naturii, furia divină, forța destructivă sau opusul acetor stări, armonie, calm, ideea de zbor. Zeii vântului erau foarte importanți pentru călătorii pe mare, care le închinau ofrande. Fiind un element schimbător, vântul a fost împărțit în diferite categorii, după rolul și direcția baterii sale. Acest lucru s-a întâmplat în mitologia greacă, unde zeița Eos, zeița zorilor a avut cu Atreu patru fii, personificări ale celor patru vânturi: Boreu (vântul de nord), Zefir (vântul de vest), Euro (vântul de est) și Noto (vântul de sud). De asemeni, ea a mai avut cu Eol, un fiu, pe Austru.
- Zeii vântului erau înfățișați deseori înaripați.
  - Austru - mitologie greacă
  - Boreu - mitologie greacă
  - Eol - mitologie greacă
  - Euro - mitologie greacă
  - Njord - mitologie nordică
  - Noto - mitologie greacă
  - Vata - mitologie persană
  - Zefir sau Zephir - mitologie greacă